# Како је Вотсон научио трик
„Како је Вотсон научио трик” (енгл. How Watson Learned the Trick) је пародија на Шерлока Холмса коју је написао Артур Конан Дојл 1924. године. Прича прати покушај доктора Вотсона да покаже Холмсу како је научио његов „површни трик” логичке дедукције дајући резиме Холмсовог тренутног стања ума и планова за дан који следи, само да би Холмс потом открио да свака од Вотсонових претпоставки погрешна.
Конан Дојл је био један од неколико аутора унајмљених да обезбеде књиге за библиотеку Куће за лутке краљице Марије; међу осталима су били Џејмс Метју Бари, Томас Харди, Радјард Киплинг и Самерсет Мом. Конан Дојл је добио књигу величине приближно 3,75 cm x 3,15 cm, у коју је руком написао причу од 503 речи о томе како је Вотсон научио трик, заузимајући 34 странице. Оригинални рукопис је још увек део библиотеке Куће за лутке.

## Радња
Једног дана доктор Вотсон говори Шерлоку Холмсу да мисли да је његова дедуктивна метода прилично елементарна и да може лако да је научи. Холмс тражи од Вотсона да демонстрира своје вештине, а Вотсон, на основу својих запажања, изводи низ савршено логичних закључака.
На пример, ујутру је видео Холмса како се осмехује са одобравањем док је прелиставао финансијску страницу новина. Стога је, према Вотсоновој логици, Холмс почео да учествује у шпекулацијама акцијама.
Међутим, Холмс са осмехом објашњава Вотсону да су сви његови „логични” закључци погрешни. Његови поступци су били из других разлога и мотива, а за поменути пример напомиње своје занимање за крикет, као и да се новости из тог спорта штампају у непосредној близини финансијских вести. Ипак, Холмс подстиче Вотсона да настави да учи.

## Адаптације
Сцена која веома наликује овој причи појављује се у епизоди „Стални пацијент” серије Авантуре Шерлока Холмса, у којој Вотсон покушава да примени Холмсове методе да открије тренутно стање његовог пријатеља, али у је великој мери безуспешан, иако Холмс признаје да „постоји елемент истине у ономе што је речено”.
Прича је укључена у епизоду радио-серије Даље авантуре Шерлока Холмса. Ова епизода, такође под називом „Како је Вотсон научио трик”, емитована је 20. априла 2008. године.
Прича „Како је Видо научио трик” аутора фантастике Џоша Рејнолдса, са детективом-мудрацем Завантом Конигером и његовим полутанским слугом Видом, објављена је у Warhammer Fantasy антологији Inferno! 2018. године.